# (178803) Kristenjohnson
(178803) Kristenjohnson est un astéroïde de la ceinture principale.

## Description
(178803) Kristenjohnson est un astéroïde de la ceinture principale. Il fut découvert le 19 mars 2001 à l'Observatoire Junk Bond par David Healy. Il présente une orbite caractérisée par un demi-grand axe de 2,35 UA, une excentricité de 0,13 et une inclinaison de 0,9° par rapport à l'écliptique.

## Compléments